# Glirarium

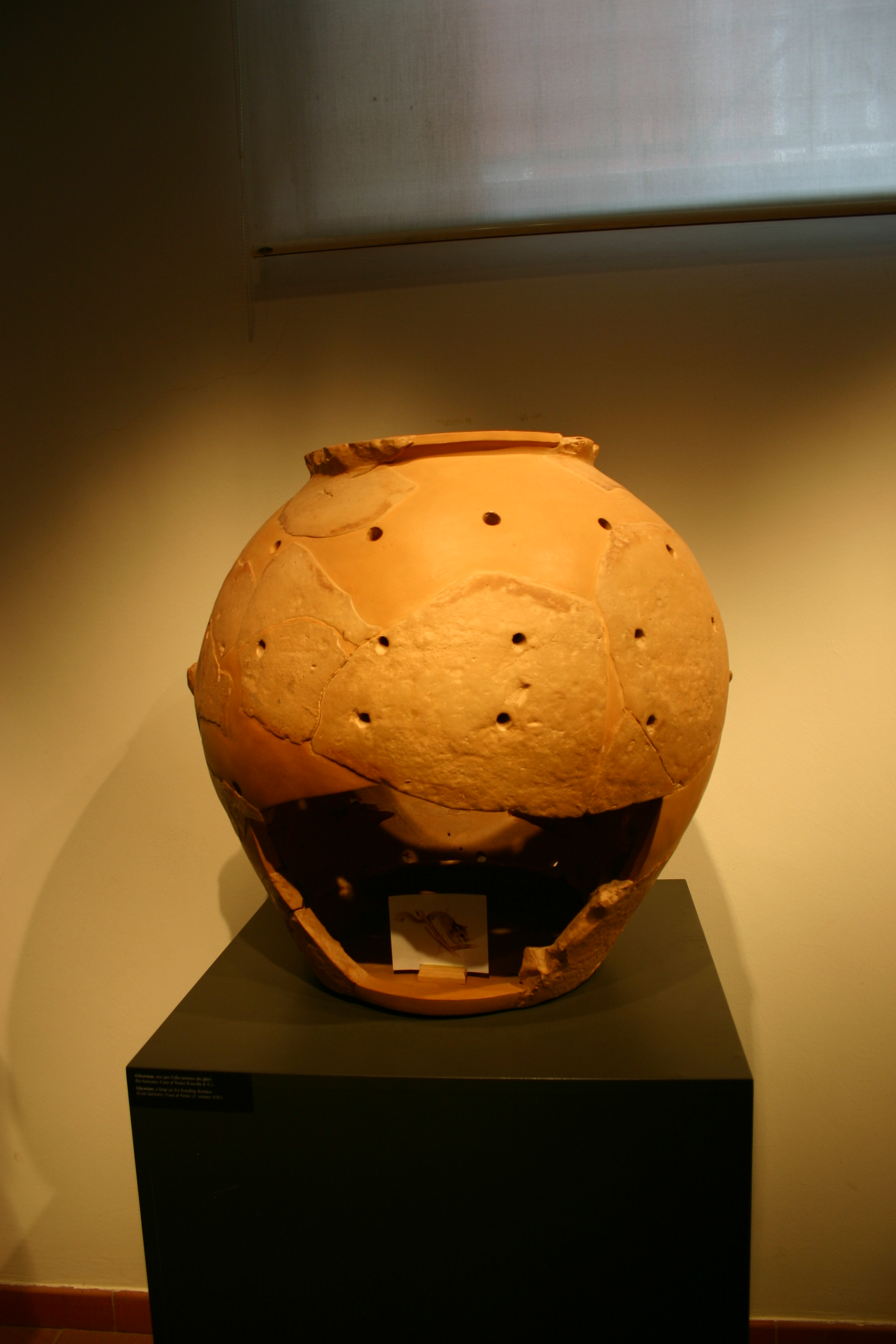
Un glirarium exposé au musée archéologique national de Chiusi.

Le glirarium (dérivé du latin glis, gliris, loir) est un récipient en terre cuite, formé de différents compartiments, utilisé dans l'élevage du loir gris dans un but alimentaire, usage cité par Varron. La chair de cet animal était un mets particulièrement apprécié dans la période étrusque puis romaine.

## Description
Le récipient est constitué d'un vase, généralement en terre cuite, troué pour permettre le passage de l'air et fermé à son sommet par un couvercle. À l'intérieur se trouvaient de petites étagères, perpendiculaires aux parois, permettant aux loirs de rester dans l'obscurité et ainsi de pouvoir mieux dormir.